# Stark System
Pour plus de détails, voir Fiche technique et Distribution.
Stark System est un film italien d'Armenia Balducci sorti en 1980.

## Synopsis
Après un passé héroïque dans les Carabiniers, Divo Stark se lance dans une carrière cinématographique de films policiers accompagné d'Eddy, sa doublure et son secrétaire personnel qui habite avec lui dans un chalet.
Eddy le réconforte, et l'empêche de se suicider lorsqu'il apprend que son dernier film a été éreinté par les critiques. Le film ayant été un succès auprès du public, Divo Stark s'attend à d'excellentes offres d'emploi, mais seules des propositions décevantes arrivent.

## Fiche technique
- Titre original italien : Stark System[1]
- Réalisateur : Armenia Balducci
- Scénario : Armenia Balducci, Gian Maria Volonté
- Photographie : Romano Albani (it)
- Montage : Rossana Maiuri
- Musique : Ennio Morricone
- Décors : Amedeo Fago (it)
- Production : Luciano Balducci
- Sociétés de production : Filmeco
- Société de distribution : Consorzio Italiano Distributori Indipendenti Film
- Pays de production :  Italie
- Langue originale : italien
- Format : Couleur
- Durée : 106 minutes
- Genre : Comédie satirique
- Dates de sortie :
  - Italie : 14 mars 1980

## Distribution
- Gian Maria Volonté : Divo Stark
- Dalila Di Lazzaro : Lauda
- Glauco Onorato : Eddy
- Pino Locchi : Bandini
- Paolo Poiret : Alex
- Leo Gullotta : Schioppa
- Elisa Pancrazi : Elisa
- Piero Anchisi : Le cadavre
- Francesco Carnelutti : L'agent
- Annamaria Chio : La journaliste
- Gian Luigi Rizzi : Le directeur
- Alviero Martin
- Luisa Morandini
- Silvio Scotti

## Critique
Armenia Balducci a réalisé une comédie grotesque aux accents satiriques, qui dans certains passages narratifs dérive vers une formule socio-politique, qui moque la célébrité et la célébration des vedettes (il divo en italien). A travers un parcours narratif très précis, le film s'en prend à un certain type de cinéma et certaines caractéristiques de la société des années 1960.